# TBS (미국의 텔레비전 네트워크)
터너 브로드캐스팅 시스템(Turner Broadcasting System, TBS)은 워너 브라더스 디스커버리와 운영하는 미국의 케이블 방송사이다.